# Microlarynxchirurgie
Microlarynxchirurgie is chirurgie aan de stembanden. Met speciaal instrumentarium zoals een laryngoscoop en paktangen werkt de kno-arts in het gebied van de larynx. Soms wordt ook laser gebruikt. Tijdens deze ingreep onder algehele anesthesie ofwel narcose wordt een patiënt beademd met zuurstof.

## Soorten ingrepen
Het betreft ingrepen waarbij tumoren in het gebied van de ingang van de luchtpijp of bij de strotteklep (epiglottis) worden behandeld of gediagnosticeerd. In dat laatste geval worden biopten (kleine hapjes weefsel) genomen voor pathologisch anatomisch onderzoek. Verder kan een stembandpoliep of zangersknobbeltje(s) worden behandeld. Bij de behandeling kan eventueel laser worden gebruikt. Meestal is dit een Koolstofdioxidelaser.

## Problemen
Naast bloedingen als belangrijkste probleem van deze chirurgie kan het ook lastig zijn de beademingsbuis te plaatsen door de anesthesioloog. Bij gebruik van laser of coagulatie-apparatuur (om bloedingen te stelpen) mag het zuurstofgehalte van de beademingslucht niet te hoog zijn (maximaal 30%) om brand te voorkomen. Omdat de buis waar de kno-arts door opereert via de mond langs de tanden wordt ingebracht, bestaat het risico op tandschade.

## Intubatie/katheterisatie
De anesthesioloog plaatst een speciaal buisje - een endotracheale tube - voor de ademhaling in de luchtpijp. Er zijn meerdere soorten buisjes, zoals High Frequency Catheters en Microlarynxkatheters/tubes. Bij de High Frequency Catheters wordt een snelle beademing toegepast ('hoog frequent'), vanwege de erg kleine doorsnede van het buisje. Dit buisje is dun, om de kno-arts ook een stuk werkgebied te kunnen verschaffen.